# Paulo Teixeira Jorge
Paulo Teixeira Jorge (Benguela, 15 de maio de 1934 — Luanda, 26 de junho de 2010) foi um engenheiro químico, diplomata, militar e político angolano. Fez parte da geração de nacionalistas que lutou pela independência angolana, chegando a ser o segundo ocupante do cargo de Ministro das Relações Exteriores, além de ter sido deputado da Assembleia Nacional e secretário para as Relações Internacionais do Movimento Popular de Libertação de Angola (MPLA).

## Biografia
Paulo Teixeira Jorge nasceu em Benguela no ano de 1934. Rumou para Portugal para estudar, matriculando-se no curso de engenharia química na Faculdade de Ciências da Universidade de Lisboa no ano de 1956. Ficou residindo na Casa dos Estudantes do Império, onde destacou-se como um dos mais carismáticos militantes da luta anticolonial. Foi nessa fase que passou a militar ao lado de Agostinho Neto, Amílcar Cabral e Marcelino dos Santos pela independência das então colónias portuguesas. Em 1957 torna-se signatário-fundador do "Manifesto de 1956", o documento de fundação do MPLA.
A despeito de sua forte militância anticolonialista, conservava fama de boémio com seus colegas Ernesto Lara Filho e Urbano Frestas, realizando muitos eventos para os estudantes, mantendo forte ligação com o setor cultural africano de Lisboa.
Em 1961 Paulo Jorge passa a ser monitorado pela Polícia Internacional e de Defesa do Estado (PIDE), tendo que abandonar Portugal em 1962 para fugir da repressão política do regime colonial. Uma vez que Agostinho Neto tinha acabado de assumir a liderança do MPLA, convidou a ele e Inocêncio Câmara Pires para conduzir os negócios diplomáticos do movimento a partir de Conacri.
Em 1965 foi designado a servir como representante do MPLA no Egipto, permanecendo neste país até 1967, quando é transferido para a Argélia (ficando até 1969). Volta para a sede no exílio do partido, em Brazavile, e assume, entre 1970 e 1971, a função de representante-geral do MPLA para o Congo-Brazavile.
Entre 1971 e 1976 torna-se membro do Comité Director, trabalhando como Chefe do Departamento de Informação Pública do MPLA. Nestas funções, após a Revolução dos Cravos, em 25 de Abril de 1974, Paulo Jorge iniciou um trabalho discreto junto ao Movimento das Forças Armadas (MFA), apoiado por Arménio Ferreira e Manuel Pedro Pacavira, onde conseguiu estabelecer canais directos com as figuras muito influentes como José Emílio da Silva e Pedro de Pezarat Correia e depois com o próprio Conselho da Revolução, na figura de Rosa Coutinho. Desenvolveu nos bastidores um trabalho profícuo que levou ao Acordo de Cessar-Fogo do Lunhamege, em outubro de 1974, entre o MPLA e o Governo Português. As excepcionais vitórias diplomáticas levaram à conferência de Mombaça, onde, com Lúcio Lara, conseguiu o cessar-fogo e partilha de poder entre os três movimentos de libertação angolanos, posição comum fundamental que gerou o Acordo do Alvor, em janeiro de 1975, o documento de garantia da independência de Angola.
Até o dia da independência angolana, em 11 de novembro de 1975, Paulo Jorge desdobrou-se em acções diplomáticas, sobretudo quando em abril de 1975 a fronteira norte de Angola foi invadida por mercenários e forças do Zaire para auxiliar as tropas de Holden Roberto e em maio Jonas Savimbi entrou em Angola pela fronteira sul, protegido pelos Flechas, pelo Exército de Libertação de Portugal (ELP) e pelas forças armadas e do regime sul-africano do Apartheid. Em tal cenário, Agostinho Neto o enviou a Havana, Cuba, para obtenção de auxílio diplomático e militar na Operação Carlota e da constituição da ponte aérea Cuba-Angola, trabalhando fortemente com José Eduardo dos Santos.
Em 28 de novembro de 1976 assume como Ministro das Relações Exteriores de Angola, desempenhando funções até 21 de outubro de 1984. Como ministro, realizou, em 1979, a primeira visita diplomática de alto nível ao Vietname, um dos principais aliados asiáticos de Angola. No 1º Congresso Ordinário do partido, em 1977, foi eleito membro do Comité Central com as funções de Secretário para a Cooperação.
Foi eleito em 1980 e serviu até 1985 como deputado à Assembleia Popular Provincial do Bié. Em 1985 foi eleito deputado da Assembleia do Povo, tendo exercido as funções na mesa diretora do parlamento até 1992. Foi designado ainda Presidente da Assembleia Popular Provincial do Cuanza Norte a partir de 1985 e vice-presidente do Conselho Militar Regional.
Entre 1986 e 1989 assume como Comissário Provincial (Governador) do Cuanza Norte, e entre 1989 e 1994 como Governador da Província de Benguela. Nesta província, organizou a famosa resistência da "República Socialista de Benguela" contra as tropas de Savimbi durante a "Guerra dos 55 Dias", conseguindo manter sob controlo do governo angolano o importante porto do Lobito, o ponto de escoamento do Caminho de Ferro de Benguela. Neste período, acumulou as funções de Presidente da Assembleia Popular Provincial de Benguela e presidente do Conselho de Defesa da Zona Militar.
Com a realização das primeiras eleições multipartidárias em angola, em 1992, foi eleito deputado à Assembleia Nacional e reeleito nas eleições legislativas de 2008. Em 1995 assume como secretário do Bureau Político do MPLA para as Relações Internacionais.
Faleceu em Luanda, em 26 de junho de 2010, aos 76 anos, ainda dedicado às funções públicas como membro do Bureau do MPLA e deputado.

## Homenagens
Em 24 de maio de 2022 o Conselho de Ministros da República de Angola renomeou o Aeroporto Internacional da Catumbela como Aeroporto Internacional Paulo Teixeira Jorge.